# Фокшанское перемирие
Фокшанское перемирие (рум. Armistițiul de la Focani) — соглашение, положившее конец боевым действиям между Румынией и Центральными державами, было подписано 9 декабря 1917 года в Фокшанах в Румынии.

## Предыстория
Румыния вступила в Первую мировую войну в августе 1916 года, напав на Австро-Венгрию, с целью получить Трансильванию. Однако центральные державы начали успешное контрнаступление в сентябре 1916 года, захватив Бухарест и к декабрю 1916 года оккупировав примерно две трети территории Румынии. Румынское правительство было вынуждено отступить в Яссы, но благодаря многочисленным российским подкреплениям удалось предотвратить полный крах Румынии.

## Перемирие
После Октябрьской революции 1917 года в России началась гражданская война, и российское правительство начало вывод войск из Румынии. 4 и 5 декабря 1917 года РСФСР подписала два соглашения о прекращении огня с центральными державами, за которыми позднее (15 декабря) последовало полное перемирие, и под руководством Льва Троцкого и Адольфа Иоффе   начались мирные переговоры с центральными державами в Бресте. Не имея поддержки со стороны России, румынское правительство было вынуждено попросить мир . Французские военные представители на Румынском фронте (в городе Яссы находился штаб генерала Бертло) дали согласие на начало переговоров с австро-германцами и 20 ноября (3 декабря) 1917 к фельдмаршалу Макензену и эрцгерцогу Иосифу обратился и.о. главнокомандующего Румынским фронтом генерал Щербачёв с предложением немедленно начать переговоры о перемирии между объединёнными русско-румынскими и германо-австрийскими войсками. Переговоры начались через два дня в Фокшанах (Фокшани ) вблизи реке Сирет, где проходила главная линия обороны Румынии.
В результате переговоров перемирие было подписано 9 декабря (26 ноября) 1917 года.  Перемирие положило конец боевым действиям Румынии с Германией, Австро-Венгрией, Болгарией и Османской империей.

## Последствия
Хотя боевые действия закончились, большая часть Румынии оставалась под оккупацией Центральных державы после перемирия. В мае 1918 года румынское правительство подписало унизительный Бухарестский договор, который требовал от Румынии уступить провинцию Добруджа и предоставить центральным державам многочисленные экономические привилегии.
В 1919 году по Версальскому договору Румыния отказались от территориальных уступок Германии. От уступок Румынии в пользу Австро-Венгрии отказались в Сен-Жерменском договоре 1919 года и Трианонском договоре в 1920 году, в то время как уступки в пользу Болгарии были отменены в Нёйиском договоре в 1919 году.